# Salems Golfklubb
Salems Golfklubb är en golfklubb i Södermanland.
Salems Golfklubb bildades 1988. Det första årsmötet hölls den 12 mars 1989 i Folkets hus i Rönninge. Här beslöts bland annat att övningsfältet vid Lövhagen skulle i ordning-ställas och att klubben skulle ansöka om medlemskap i Svenska Golfförbundet. Förhandlingar om markupplåtelse inleddes 1992 med Stockholms kommun. Förhandlingarna resulterade i ett arrendeavtal om 60 ha mark vid Högantorps gård. I arrendeavtalet enades parterna om att golfbanan skulle skötas efter ekologiska principer så långt detta var möjligt. Golfbanebygget startas 1993. Banan byggdes i en första etapp med 9-hål (hålen 10-18 i dagens bana) och klubbhuset byggdes av ett antal baracker, som fogades ihop och försågs med nytt tak. Av ekonomiska skäl avstod man initialt från investeringar i bevattningsanläggning, vilket straffade sig under den varma sommaren 1994, då stora delar av banan och framför allt de ömtåliga greenerna förstördes.
De första nio hålen stod klara för spel 1995 och nu med bevattning av greenerna. Den 24 augusti 1996 kunde Salems golfklubbs 18-hålsbana invigas.